# Marie-Charlotte Hebel
Pour les articles homonymes, voir Hebel.
Pas d'image ? Cliquez ici

a Compétitions nationales et continentales officielles uniquement.

b Matchs officiels uniquement.
Marie-Charlotte Hebel est une joueuse internationale française de rugby à XV, née le 27 août 1984, de 1,81 m pour 82 kg, occupant les postes de deuxième ligne et troisième ligne au Stade rennais rugby, et en équipe de France féminine de rugby à XV.

## Biographie

### Rugby
Elle habitait Nantes et pratiquait la voile et l’aviron. Un club de rugby a été fondé, le Stade nantais UC. Elle a commencé en 3e division. Puis le club est monté en 2e division. 
Lors de l'arrêt de la section, Marie-Charlotte Hebel rejoint le Stade rennais rugby où elle s'adapte vite au point d'intégrer le groupe de l'équipe de France. Elle a joué au club de Toulouges en 2008 et 2009, en Espagne au club du GEIEG en 2010, puis retourne au sein du Stade Rennais Rugby en 2011.
Elle fait partie de l'équipe de France disputant la coupe du monde 2010.

### ju-jitsu brésilien
Marie-Charlotte Hebel, membre de l'Académie Gracie Barra, a participé aux championnats d'Europe de ju-jitsu brésilien, du 20 au 24 janvier, à Lisbonne. Marie-Charlotte Hebel est également championne d'Europe dans sa catégorie (féminine, ceinture blanche en super-lourd).

### Autres activités
Elle est masseur- kinésithérapeute.

## Palmarès
(Au 15.08.2006)
- Sélectionnée en équipe de France
- 2 fois championne de France universitaire 2005-2006 avec l'équipe de Rennes
- Championne de France 2008 avec l'équipe de Toulouges